# مجلس السوفيت الأعلى
مجلس السوفيت الأعلى (بالروسية: Верхо́вный Сове́т СССР)‏, Verkhóvnyj Sovét SSSR) كان أعلى هيئة تشريعية في الاتحاد السوفيتي.

## الهيكلية
يتكون مجلس السوفيت الأعلى من مجلسين، ولكل منها سلطات تشريعية مساوية، مع أعضاء ينتخبون لمدة أربع سنوات.